# Crithagra ankoberensis
Il canarino di Ancober (Crithagra ankoberensis (Ash, 1979)) è un uccello passeriforme della famiglia Fringillidae.

## Etimologia
Il nome scientifico della specie, ankoberensis, si riferisce ad Ancober, antica capitale del regno dello Scioa nel territorio del quale questi uccelli vivono: da esso deriva il suo nome comune.

## Descrizione

### Dimensioni
Misura 12–13 cm di lunghezza, e 14-15 grammi di peso.

### Aspetto
Si tratta di uccelletti dall'aspetto slanciato, muniti di testa arrotondata, becco conico, ali appuntite e coda dalla punta lievemente forcuta.

Il piumaggio è grigio uniforme su fronte, guance e dorso, mentre ali e coda sono più scure e quasi nerastre (le prime con decise sfumature bruno-cannella), e basso ventre e sottocoda sono bianchi: il resto del piumaggio è biancastro con le singole penne munite di una singola striatura longitudinale grigia, a dare alla livrea un aspetto striato. Il becco è nerastro superiormente e carnicino-brunastro inferiormente, le zampe sono di colore carnicino scuro e gli occhi sono di colore bruno scuro.

## Biologia
Si tratta di uccelli dalle abitudini perlopiù gregarie, essenzialmente diurni, molto vispi, che tendono a passare la maggior parte della giornata cercando il cibo al suolo.

### Alimentazione
La dieta di questi uccelli è perlopiù granivora, basandosi su semi delle piante erbacee, comprendendo però anche altri alimenti di origine vegetale (germogli, fiori, bacche) e animale (insetti ed altri piccoli invertebrati).

### Riproduzione
La stagione riproduttiva va solitamente da marzo a ottobre: questi uccelli sembrerebbero però in grado di riprodursi durante tutto l'anno, scegliendo generalmente i periodi immediatamente successivi a un'abbondante piovuta per farlo, in modo tale da assicurare un'adeguata fornitura di cibo ai propri piccoli.
Si tratta di uccelli monogami: la femmina costruisce da sola il nido (col maschio che si occupa di reperire il materiale da costruzione, ma non partecipa mai attivamente alla costruzione) alla biforcazione di un ramo o in una spaccatura della roccia, utilizzando fibre vegetali e muschio e foderando l'interno con materiale più soffice. All'interno del nido vengono deposte 3-4 uova, che la femmina cova per circa due settimane, imbeccata nel frattempo dal maschio che staziona di guardia nei pressi: i pulli, ciechi ed implumi alla schiusa, vengono imbeccati da ambo i genitori. Essi s'involano attorno alle tre settimane di vita, sebbene possano dirsi completamente indipendenti solo a un mese e mezzo circa d'età.

## Distribuzione e habitat
Il canarino di Ankober è endemico dell'Etiopia, dove con areale disgiunto abita lo Scioa e l'area di Gondar attorno al Lago Tana, sebbene si pensi che il suo areale potrebbe essere più esteso.
L'habitat di questi uccelli è rappresentato dalle aree submontane e montane prative con presenza di cespugli ed alberi isolati e soprattutto di aree rocciose scoperte, come dirupi o pareti rocciose.

## Sistematica
Considerato un'emanazione africana del verzellino dello Yemen in virtù delle numerose similitudini anatomiche (proporzioni delle ali, colorazione del piumaggio e delle uova) e comportamentali (modalità riproduttiva), se ne distingue tuttavia in maniera significativa per la morfologia del becco.